# Rutube
Rutube (рос. Рутьюб або Рутуб) — російський онлайн-сервіс для хостингу та перегляду відео. Побудований на основі своєї технологічної платформи. Тут також розміщуються блоги, подкасти, ігрові потоки та навчальний контент.
Найбільш популярні формати — розважальні шоу, онлайн-трансляції, стрімінгові ефіри телеканалів, блоги, майстер-класи, телепередачі, кіно та серіали.
Rutube виробляє власний оригінальний контент у різних категоріях: розваги, гумор, спорт, кіберспорт, освіта, подорожі, дитячий контент та інші .
Програма Rutube доступна на пристроях iOS, Android, HarmonyOS, платформах Smart TV.
Rutube входить до цифрових активів «Газпром-медіа», керується компанією ТОВ «Руформ», 100 % якої були консолідовані холдингом наприкінці 2020 року .
9 травня 2022 року сайт зазнав кібератаки і перестав бути доступним. В результаті дій двох українських IT-фахівців був «цілком видалений код сайту», і тепер відеосервіс «не підлягає відновленню». Майже 75 % баз даних та інфраструктури основної версії, 90 % резервної копії та кластера для відновлення баз зазнали серйозних уражень. Зазвичай на такий випадок передбачені бекапи, але в конкретній ситуації проблема у тому, що в сервісі досі не розуміють, чи має хакер, як і раніше, доступ до системи чи вже ні.

## Аудиторія
Rutube, перш за все, використовують у Росії та деяких інших країнах світу .
На грудень 2021 року кількість унікальних користувачів, що активно переглядають відео, збільшилася до 11,6 мільйона на місяць на самій платформі та до 17,7 мільйона разом із переглядами вбудованих відео на інших сайтах. Загальна кількість відвідувачів Rutube перевищила 30 мільйонів на місяць
Аудиторія в період першого піку популярності в 2011 році досягала 14,5 мільйонів глядачів. Потім вона поступово скоротилася до 3 мільйонів у 2021 році.
Кількість відвідувань Rutube зросла з 7,7 мільйонів у січні 2022 року до 50,1 мільйонів у березні 2022 року.
Після початку війни Росії проти України в РФ заблокували доступ до соцмереж Facebook і Instagram, а їхнього власника, корпорацію Meta, визнали екстремістською організацією. Також заблоковано доступ до Twitter. Популярність Rutube зростала й через те, що російська влада нерідко погрожувала і блокуванням Youtube — зокрема, за блокування акаунтів прокремлівських російських ЗМІ — проте до останнього моменту утримувалася від такого кроку. Це могло бути пов'язане з тим, що повноцінної функціональної заміни відеохостингу, яким користуються десятки мільйонів користувачів із Росії, немає.

## Можливості
Rutube дозволяє дивитися відео без реєстрації, створювати плейлисти та ділитися ними з іншими. Будь-який контент, що завантажується користувачем, проходить обов'язкову модерацію і може бути відхилений у разі невідповідності правилам майданчика. Система рекомендацій спрощує навігацію по сервісу та вибір релевантних відеороликів, ґрунтуючись на інтересах користувача. На Rutube є формат платних підписок, що відкриває доступ до ексклюзивного контенту: фільмів, серіалів, мультфільмів, прямих ефірів та рейтингових шоу.
Користувачі сервісу можуть заводити свої канали, завантажувати відео через Rutube Studio, вести трансляції. Будь-який передплатник сервісу має можливість монетизувати свій канал і контент, що розміщується в ньому, використовуючи рекламні формати, донати, платну підписку. Така ймовірність виникає після досягнення 5 тис. переглядів на каналі .

## Історія
Rutube був запущений у 2006 році Олегом Волобуєвим та Михайлом Паулкіним.
У 2007 році сервіс зацікавив кількох приватних інвесторів — венчурний фонд Mangrove Capital Partners та холдинг «Газпром-медіа», що виходив на ринок інтернет-проєктів. Переговори з «Газпром-медіа» почалися влітку 2007.
У 2008 році холдинг «Газпром-медіа» придбав контрольний пакет акцій Rutube. Компанія була оцінена в 15 млн $, у творців проєкту залишилися мотивувальні частки. У цьому ж році було випущено першу програму для iPhone.
У березні 2011 року на Rutube стартував проєкт онлайн-кінотеатру Now.ru, до бібліотеки якого увійшов ліцензійний контент Sony Pictures, The Walt Disney Company, Warner Bros., Playboy, Lionsgate, BBC, MTV та Nickelodeon.
Навесні 2011 року ЗМІ привернув увагу обряд освячення серверів відеохостингу, який провів православний панотець Віктор з ініціативи генерального продюсера Rutube Юрія Дегтярьова. Повідомлялося, що відеохостинг планував отримати благословення Ради муфтіїв та головного рабина Росії.
У травні 2012 року в рамках запуску нової версії сайту був представлений новий логотип Rutube, розроблений американською студією Cuban Council — авторами соціальної мережі Facebook . Компанія відмовилася від зеленого корпоративного кольору (новий логотип виконаний у чорному та білому варіантах), а також від великої літери T у середині назви, щоб не мати перетинів із YouTube. Крім редизайну логотипу та сайту холдинг «Газпром-медіа» також заявив про зміну стратегії та позиціонування компанії в цілому.
У 2013 році Rutube, представники правовласників та інтернет-компаній підписали меморандум про співпрацю, спрямований на запобігання використанню піратського відео в інтернеті. Серед тих, хто підтримав ініціативу: «Мосфільм», ВДТРК, СТС Media, Російська антипіратська організація, Національна Медіа Група, Ivi.ru, Zoomby.ru, Mail.ru Group тощо.
У 2014 році планувалася зміна структури акціонерів у рамках угоди між «Ростелекомом» та холдингом «Газпром-Медіа» . Передбачалося, що Rutube буде об'єднаний із Zoomby.ru, що спеціалізується на телевізійному контенті та з орієнтованим на кінофільми Now.ru під єдиним брендом . Угода була схвалена Федеральною антимонопольною службою, але після перестановок у керівництві «Газпром-Медіа» від неї відмовилися.
У лютому 2015 року Rutube став партнером дитячої пошукової системи «Супутник. Діти», представивши відеозаписи з безпечного дитячого розділу у пошуковій видачі. У червні контент відеохостингу з'явився в окремому розділі сайту «В метро» у рамках співпраці Rutube та оператора Wi-Fi мережі Московського метрополітену «МаксимаТелеком» . У жовтні контент Rutube з'явився на оновленому КіноПошуку. У цьому ж році Rutube випустив програми для телевізорів з функцією Smart TV на платформах Android TV та Apple TV, а також для телевізорів LG та Samsung на операційних системах WebOS, Netcast та Tizen.
Наприкінці 2019 року Rutube почав працювати на платформі List, на якій можна було дивитися відеоконтент без реклами. Для отримання доступу до контенту необхідно пройти опитування, а також авторизуватися через систему Pass. Media.
У квітні 2021 року відеохостинг Rutube отримав оновлення. Зміни торкнулися веб-версії сайту — було проведено повний редизайн із переробленою структурою, покращеною навігацією та новим колірним оформленням. Було значно змінено дизайн, перероблено плеєр та з'явилися нові корисні функції. Також стало можливим дивитися відео без реєстрації, завантажувати ролики через вбудовану студію, створювати тематичні плейлисти, залишати коментарі під відео, монетизувати контент . Повідомляється, що в майбутньому з'явиться функція живих трансляцій, а в третьому кварталі — продаж товарів у прямому ефірі та завантаження подкастів.
1 квітня 2022 року Rutube знову провів ребрендинг: було змінено логотип та зовнішнє оформлення веб-версії сайту, також було оголошено про оновлення мобільного додатка у середині квітня 2022 року.
У квітні Міносвіти розіслало закладам вищої освіти листа з проханням перенести свій контент з YouTube на російські платформи Rutube і VK, пізніше відомство уточнило, що йдеться про дублювання та відсутність заборони на викладанні нових відео на YouTube.
15 серпня 2022 пресслужба Rutube повідомила про вимогу компанії Apple приховати контент російських ЗМІ, що фінансуються державою, в застосунку відеохостінгу для iOS, або зробити програму доступною тільки для користувачів у РФ. Інакше застосунок Rutube буде видалений. Представники Rutube заявили, що не мають наміру обмежувати поширення російських державних ЗМІ, оскільки, на їхню думку, це порушує права російськомовного населення.
У жовтні 2024 року Google видалив програму Rutube з магазину додатків для Android Google Play.

## Власники та керівництво
У 2016 році створено компанію «Руформ» шляхом об'єднання Rutube з мережею дистрибуції легального контенту Pladform, через яку розміщується відео на російських онлайн-майданчиках. Акціонерами «Руформа» є «Газпром-медіа» (33,3 %) та поточні власники Pladform (66,7 %). В результаті платформа отримала доступ до технологій для дистрибуції контенту в цифровому середовищі .
У 2020 році холдинг «Газпром-медіа» став власником 100 % ТОВ «Руформ»: відбулася реєстрація переходу права власності на частку в ТОВ «Руформ» до ТОВ «Інтерфакс-ТВ», що входить до холдингу «Газпром-медіа» .

## Збої в роботі
9 травня 2022 року сайт піддався кібератаці і перестав бути доступним для перегляду або запису відео. В результаті дій двох українських IT-фахівців всього за декілька дні був «цілком видалений код сайту», і тепер відеосервіс «не підлягає відновленню». Майже 75 % баз даних та інфраструктури основної версії, 90 % резервної копії та кластера для відновлення баз зазнали серйозних уражень. Зазвичай на такий випадок передбачені бекапи, але в конкретній ситуації проблема у тому, що в сервісі досі не розуміють, чи має хакер, як і раніше, доступ до системи чи вже ні. Також фахівці пошкодили всі системи: починаючи від бази даних і закінчуючи системою документообігу й внутрішньої інформації.
Українські ІТ-фахівці наголосили, що їх метою було запобігання трансляції російського військового параду «брехні і ганьби, на якому кремлівська влада пропагує нову руйнівну війну».

## Критика
У квітні 2021 року журналістам видання «Відкриті медіа» не вдалося завантажити ролики-розслідування ФБК «Палац для Путіна». Історія найбільшого хабара" та «Справа розкрита. Я знаю всіх, хто намагався мене вбити». При цьому премодерацію пройшли інші тестові ролики, у тому числі сюжет телеканалу «Росія» про віллу, на якій проживав Олексій Навальний у Німеччині (який був видалений лише після публікації видання). Наприкінці місяця сервіс на підставі порушення умов користувальницької угоди видалив ролики «Відкритих медіа» про садиби найближчого оточення президента, збудовані поряд з передбачуваним палацом Путіна, та передбачуваною дочкою глави держави Луїзи Розової.

## Блокування

### Зовнішні блокування

#### Молдова
3 жовтня 2024 року у Молдові за запитом Служби інформації та безпеки (СІБ) заблокували п’ять сайтів, серед яких зокрема російські Rutube, «Яндекс» (yandex.ru) і Dzen.